# Erytritol
Erytritol (Sukrin) är en sockeralkohol som finns i bland annat alger och svampar. Kan framställas på industriell väg genom utvinning av produkter från jäsning av glukos.

## Egenskaper
Trots att den bara innehåller 0,2 kilokalorier per gram så har den 60 – 80 % av sockrets (sackarosens) sötma och är den sockeralkohol som påverkar blodsockernivåerna minst. Eftersom erytritol tas upp av kroppen i tunntarmen och inte i tjocktarmen så har den inte samma laxerande effekt som många andra sockeralkoholer.
Erytritol reagerar endotermt när det löses i vatten och har den starkast nedkylande effekten av alla sockeralkoholer. Till skillnad från till exempel mentol som bara retar kroppens köldkänsliga receptorer så sänker erytritol temperaturen på den vätska som den löses i.
Enligt en studie utförd av Centrum för Diagnostik och Förebyggande av Hjärt- och Kärlsjukdomar vid Clevelandklinikens Lerner Forskningsinstitut, ökar erytritol blodets koagulationsförmåga och höjer därmed risken för blodproppar som kan leda till hjärtinfarkt eller stroke. 

## Framställning
Erytritol kan tillverkas genom hydrogenering av vinsyra (C4H2O2(OH)4) med Raneynickel som katalysator. Även erytritol stereoisomer threitol bildas i processen.
{\displaystyle {\rm {C_{4}H_{2}O_{2}(OH)_{4}+4\ H_{2}\rightarrow C_{4}H_{6}(OH)_{4}+2\ H_{2}O}}}
Processen är både dyr och komplicerad. Därför tillverkas erytritol industriellt genom nedbrytning av glukos och sackaros av osmofila svampar. Andra ämnen som bildas är etanol och glycerin.

## Användning
Erytritol används som sötningsmedel i livsmedel och har E-nummer 968. Erytritol marknadsförs bl.a. i Norge under namnet Sukrin, i Sverige under namnet Sukrin eller Sötin och i Finland under namnet Karppisokeri.